# George Andrew Reisner
George Andrew Reisner (5. listopadu 1867 Indianapolis, USA– 6. června 1942, Gíza, Egypt) byl americký egyptolog, profesor Harvardovy univerzity. V Egyptě strávil více než 40 let, vedl vykopávky na 23 archeologických lokalitách, především v Gíze a Núbii. Je považován za jednoho ze zakladatelů moderní vědecké archeologie. Vytvořil soubor moderních metod, které jsou základem terénního výzkumu po celém světě. Je založený na přesné dokumentaci včetně fotografování v každé fázi vykopávek, přesných archeologických kresbách a plánech a vedení rozsáhlých deníků vykopávek a registrů objektů.

## Život
Reisnerova rodina pocházela z německého Wormsu, jeho prarodiče emigrovali do USA. George Reisner začal v roce 1885 studovat práva na Harvardově univerzitě, ale krátce nato změnil svůj studijní obor a zaměřil se na semitské jazyky. V roce 1893 získal doktorát a byl mu přidělen studijní grant na výzkum klínového písma na univerzitě v Göttingenu v Německu. Později se na Berlínské univerzitě začal věnovat egyptologii a hieroglyfům u Kurta Setheho.
V roce 1896 se Reisner vrátil do Spojených států a vyučoval semitské jazyky na Harvardově univerzitě. V roce 1897 přijal místo v Egyptském muzeu v Káhiře, kde pracoval dva roky jako člen mezinárodního týmu pro tvorbu generálního katalogu jeho sbírek. Doprovázela ho manželka Mary, s níž se oženil v roce 1892. Manželka a později i dcera Mary s ním cestovaly po archeologických lokalitách v Egyptě v průběhu celé jeho kariéry. V roce 1899 Reisner zorganizoval svou první archeologickou výpravu, kterou pod záštitou Kalifornské univerzity financovala americká filantropka Phoebe Hearstová. Prováděl vykopávky na pohřebištích v Naga-il-Déru nedaleko Luxoru. V rámci expedice byly objeveny takzvané Reisnerovy papyry, které obsahují soubor administrativních dokumentů z období Staré Říše.
V roce 1905 se vrátil na Harvard, kde pracoval jako odborný asistent a tuto pozici zastával až do roku 1914. Během této doby vedl několik důležitých projektů v Egyptě. Stál v čele mezinárodního týmu, jehož úkolem bylo zdokumentovat chrámy a památky v Núbii, které byly ohroženy v souvislosti s výstavbou přehrady u Asuánu. Reisner vyvinul archeologickou metodologii, která od té doby charakterizovala jeho práci. Velmi přesně dokumentoval své vykopávky a také vytvořil mnoho skic a fotografií dochovalo se 45000 negativů na skleněných deskách).Ustanovil chronologii, která rozdělila nejstarší historii starověké Núbie podle čtyř po sobě jdoucích kulturních skupin A–D. Během průzkumu, který skončil roku 1911, bylo prozkoumáno na 150 archeologických lokalit včetně 8 000 hrobů.
Po roce 1905 byl americký výzkum v Egyptě financován společně Harvardovou univerzitou a Muzeem výtvarného umění v Bostonu a Reisner stál v čele mnoha expedic až do roku 1937. Pracoval na Západním pohřebišti v Gíze, především v komplexu Menkaureovy pyramidy, později na řadě archeologických lokalit v Núbii (např. Deir el-Ballas, Kerma, Nuri, Kurru). Své nejslavnější objevy učinil v Gíze, kde našel 52 soch faraona Menkaurea a hrobku s pohřební výbavou královny Hetepheres I. Výsledky svých výzkumů zaznamenal v několika publikacích zásadního významu.
V letech 1909–10 řídil Harvardské vykopávky v Samaří, během nichž objevil písemné dokumenty svědčící o přítomnosti egyptské populace v Palestině v 8. století př. n. l.
V roce 1910 byl jmenován kurátorem egyptského umění v Bostonském muzeu výtvarných umění a v roce 1911 Reisner se svou rodinou odcestoval zpět do Ameriky, kde se znovu ujal výuky na Harvardu. V roce 1914 byl jmenován profesorem egyptologie Harvardské univerzity a zvolen do Americké akademie umění a věd. Většinu času se však věnoval vykopávkám v Egyptě a do Bostonu se vracel jen zřídka. Vykopávky prováděl i během první světové války, kdy všechny ostatní zahraniční mise byly uzavřeny. Žil a pracoval u pyramid v Gíze, ve skupině cihlových domků zvaných Harvard Camp, která byla po více než 40 let jeho jediným domovem. V roce 1929 byl přijat jako dopisující člen Saské akademie věd.
V roce 1939 se Reisner krátce vrátil do Ameriky, aby na Harvardově univerzitě získal čestný doktorát, ale v té době kvůli šedému zákalu přišel o zrak. Po měsíci stráveném v Bostonu se vrátil do Egypta a navzdory téměř úplné slepotě pokračoval v práci s pomocí dcery, které diktoval své články. Po několika záchvatech mrtvice strávil poslední rok svého života upoután na lůžko. V roce 1940 se stal členem Americké filozofické společnosti.
Reisner zemřel ve spánku v Gíze v Harvard Campu 6. června 1942. Je pohřben na americkém hřbitově v Mari Girgis v Káhiře.
V roce 1947 byl Reisnerův harvardský tábor uzavřen a egyptská vláda přidělila polovinu předmětů nalezených Reisnerem sponzorům vykopávek – Hearstovu muzeu na Kalifornské univerzitě v Berkeley a Muzeu výtvarných umění v Bostonu.

## Publikace
- Early dynastic cemeteries of Naga-ed-Dêr, Leipzig: J. C. Hinrichs. 1908
- Excavations at Kerma (I-IV), Cambridge: Peabody Museum of Harvard University. 1923
- Harvard excavations at Samaria, 1908-1910, Cambridge: Harvard Univerzity Press, 1924 (spoluautoři Clarence Stanley Fisher a David Gordon Lyon)
- Mycerinus, the temples of the third pyramid at Giza, Cambridge: Harvard Univerzity Press, 1931
- The development of the Egyptian tomb down to the accession of Cheops, Cambridge: Harvard Univerzity Press, 1936
- A history of the Giza Necropolis, Cambridge: Harvard Univerzity Press, 1942
- Archaeological Fieldwork in Egypt: A Method of Historical Research, Albany: The Ancient Egyptian Heritage and Archaeology Fund, 2020 (editoři: Peter Lacovara, Sue D’Auria a Jonathan P. Elias), Reisner napsal původní text v roce 1924 a upravil pro publikování v roce 1937